# Werner Dörrenbächer
Werner Dörrenbächer (* 5. Oktober 1954 in Schiffweiler) ist ein ehemaliger deutscher Langstreckenläufer.

## Werdegang
Dörrenbächer begann als Jugendlicher mit dem Skilanglauf. Er wurde in dieser Sportart zehnmal Saarländischer Meister. Er spielte ebenfalls Fußball, war in Stennweiler Mannschaftskamerad des späteren Nationalspielers Gerd Zewe. Beim SV Saar 05 Saarbrücken begann Dörrenbächer mit dem Laufsport. Im Alter von 16 Jahren wurde der Schüler des Neunkirchener Gymnasiums am Krebsberg beim Bundesfinale des Wettbewerbs „Jugend trainiert für Olympia“ Vierter. Er erlangte 1972 die mittlere Reife und trat in den Polizeidienst ein.
1977 und 1979 gewann der 1,72 Meter große Dörrenbächer, der den Laufsport erst ab dem Alter von 19 Jahren leistungssportlich betrieb, in Israel den Tiberias-Marathon am See Genezareth. Sein bestes Ergebnis bei der deutschen Marathon-Meisterschaft war 1978 der dritte Platz. Im März 1980 lief er im französischen Essonne die Marathonstrecke in 2:12:22 Stunden und damit in bundesdeutscher Bestzeit. Die Olympischen Sommerspiele 1980 in Moskau verpasste er aufgrund des Boykotts. Dörrenbächer, der rund ein Jahrzehnt zur Marathon-Weltspitze zählte, bewältigte den Marathon in Fukuoka (Japan) Ende 1980 trotz einer Zehenverletzung in 2:14:50 Stunden. 1987 wurde er deutscher Meister im 100-Kilometer-Lauf, Dörrenbächer brauchte für die Strecke 6:34:45 Stunden. Das war deutsche Bestzeit. 1990 zog er sich aus dem Leistungssport zurück.
2015 ließ er sich in Bulgarien an der Schwarzmeerküste nieder.